# Сасовский краеведческий музей
Са́совский краеве́дческий музе́й — муниципальное бюджетное учреждение Сасовского района Рязанской области. Включает в себя структурные подразделения, расположенные в городе Сасове, селе Матвеевском и деревне Шафторке.

## История музея
Началась история создания музея после встречи бывшего первого секретаря горкома партии Анатолия Васильевича Чистотина с неординарным человеком, за плечами которого были Великая Отечественная война, артиллерийское и художественное училища, колонии-поселения Печоры, Инты и Воркуты, исторический факультет Московского университета — Павлом Алексеевичем Почиталиным (1924—2010), который в 1987 году был приглашён для создания в Сасове краеведческого музея и картинной галереи. От работы в московских архивах у него осталось множество документов о родном сасовском крае. На создание музейной экспозиции потребовалось более двух лет. За это время было собрано свыше пяти тысяч экспонатов, фотографий и документов. Датой основания музея считается 24 августа 1987 года, а его открытие состоялось 14 декабря 1990 года. Первым директором Сасовского краеведческого музея стал П. А. Почиталин.
С 1987 года музей располагается в здании, построенном во второй половине XIX века. Здесь находилось волостное правление, а в подвале здания организована камера для ожидавших этапирования в тюрьму Елатьмы. После революции в этом здании размещалась железнодорожная школа.
На примыкающей к музею территории посажены аллеи в честь философа Н. Ф. Фёдорова и в ознаменование 100-летия со дня рождения конструктора оружия Н. Ф. Макарова.
На базе музея создано добровольное общественное объединение — литературно-краеведческий клуб «Диалог», являющийся площадкой для общения историков, краеведов, музейщиков и увлечённых историей сасовского края людей.
Директора музея
- Почиталин Павел Алексеевич (с 1990 по 2011 год)
- Зацепина Ольга Васильевна (с 2013 по 2021 год)
- Серёжкина Наталья Борисовна (с 2021 по 2022 год)
- Камзеева Марина Серафимовна (с 2022 по 2024 год)
- Сагеева Оксана Николаевна (с 2024 года)

## Собрание музея
Общий фонд музейных предметов насчитывает более 6 тысяч единиц хранения. Сформированы коллекции живописи, графики, скульптуры, предметы истории техники, декоративно-прикладного искусства, нумизматики, археологии, этнографии, письменных источников и естественнонаучная коллекция. Живопись включает работы московских, рязанских и местных художников XX—XXI веков. В коллекции декоративно-прикладного искусства — произведения мастера федоскинской лаковой миниатюры, выполненные народным художником Российской Федерации Н. М. Солонинкиным. Представительны коллекции самоваров XIX—XX веков, монет России X—XXI веков и зарубежных стран, снимков военного фотокорреспондента М. И. Савина.

## Экспозиции музея
Общая экспозиционно-выставочная площадь музея составляет 1107 м². Экспозиции музея располагаются в шести залах:
- Сасовский край в далёком прошлом — представлена история края с древнейших времён до конца XIX века. Археологическая коллекция включает оружие, относящееся ко времени строительства оборонительного сооружения — Шацкой засечной черты, орудия труда и керамику;
- Флора и фауна — экспозиция, знакомящая с геологическим прошлым и современными природными особенностями края, с полезными ископаемыми, климатом, рельефом, растительностью и животным миром;
- Сасовский край в трёх революциях — охвачен период с 1900 по 1940 год. Отдельный стенд посвящён В. Ф. фон дер Лауницу;
- Сасовский край в годы Великой Отечественной войны — экспозиция посвящена подвигам сасовцев на фронте и в тылу;
- Культура Сасовского края — материалы о Н. Ф. Фёдорове, А. П. Аверкине и других известных людях;
- Картинная галерея — в фондах музея хранится около сотни полотен московских, рязанских и сасовских живописцев.

Действуют обновлённые экспозиции «Сасовский край в ХХ-ХХI веках», «Зал Памяти и Славы», «Сасово купеческое» и этнографическая площадка.

## Отделы музея

### Музей русской песни имени А. П. Аверкина
Музей русской песни открыт в 2000 году. Расположен в купеческом особняке XIX века по адресу г. Сасово, ул. Ленина, д. 19 54°20′34″ с. ш. 41°55′07″ в. д.. В 2001 году музею присвоено имя композитора А. П. Аверкина.
Музейное собрание включает 2600 единиц хранения и ежегодно пополняется на 20—25 предметов.
Экспозиция музея расположена в четырёх залах.
- В зале русской песни рассказывается об истории возникновения русской песни и об исполнителях. Экспонируются концертные костюмы известных певиц: Людмилы Зыкиной, Александры Стрельченко, Валентины Толкуновой, Людмилы Рюминой, Анны Литвиненко, Екатерины Шавриной, Екатерины Семёнкиной. Представлена коллекция звуковоспроизводящей аппаратуры XX века.
- В зале музыкальных инструментов представлены русские народные музыкальные инструменты и некоторые инструменты народов мира, среди которых — рожок пастушеский ручной работы, коллекция свистулек из разных областей России, гармонь 1930 года, на которой играл В. М. Шемаров.
- Мемориальный зал посвящён жизни и творчеству композитора Александра Аверкина, написавшего более пятисот песен. Галиной Васильевной Аверкиной переданы в дар музею фотографии, нотные рукописи, документальные материалы, фотопортреты и коллекции сувениров с дарственными надписями, подаренные композитору.
- В зале творческих встреч музей принимает гостей, проводит конкурсы и концерты, организует вечера встреч и выставки.

### Дом-музей композитора А. П. Аверкина
Дом-музей композитора А. П. Аверкина открыт в 1998 году. Расположен по адресу д. Шафторка, ул. Центральная 54°07′30″ с. ш. 42°13′59″ в. д. — здесь композитор родился и провёл детские годы, отсюда стартует посвящённый ему Всероссийский фестиваль народного творчества.
В коллекции музея представлены бытовые предметы 1930—1960-х годов и фотоматериалы. В центральной комнате дома создан комплекс экспозиций, посвящёный биографии и творчеству А. П. Аверкина.

### Дом-музей писателя А. С. Новикова-Прибоя
Литературно-мемориальный дом-музей писателя А. С. Новикова-Прибоя открыт в марте 1977 года в связи со 100-летием со дня рождения. Расположен по адресу с. Матвеевское, ул. Новикова-Прибоя, д. 16 54°06′45″ с. ш. 42°30′46″ в. д. в построенном в 1860 году отцом писателя Силантием Филипповичем Новиковым доме. Здесь А. С. Новиков-Прибой жил с 1877 по 1899 год, сюда он приезжал уже известным писателем с друзьями, чтобы поохотиться и встретиться с односельчанами.
В собрании дома-музея 250 единиц хранения основного фонда и 140 — научно-вспомогательного. Среди них использовавшиеся на протяжении нескольких веков жителями села Матвеевское орудия труда, предметы быта семьи Новиковых (изготовленная матерью писателя скатерть, платяной шкаф, буфет с посудой, зеркало и другие), полученные от супруги и дочери писателя фотографии, предметы из семейного архива, принадлежности для охоты и личные вещи писателя.
Главным объектом музейного показа является сам мемориальный дом, являющийся образцом деревенской застройки XIX века. В 2007 году в доме-музее была проведена реэкспозиция, авторами проекта которой стали члены Союза дизайнеров России и Союза художников России А. П. Абрамов и В. В. Тяжкин; научным консультантом и автором тематического плана — К. П. Воронцов. В трёх комнатах экспозиции максимально сохранён дух деревенского дома. В сенях представлены материалы об истории села Матвеевское. В первой комнате экспонируются предметы и документы из истории рода Новиковых, воссоздан интерьер жилого дома конца XIX — начала XX века. Экспозиция второй комнаты раскрывает жизненный и творческий путь А. С. Новикова-Прибоя, его участие в Цусимском сражении, этапы создания эпопеи «Цусима» и других произведений. Здесь же рассказывается о Новикове-Прибое как о страстном охотнике и большом ценителе природы: в экспозиции музея находятся охотничий билет писателя, патронташ, записные книжки и личные вещи. Третья комната музея — место для проведения литературных чтений, встреч, дискуссий, просмотра документальных фильмов о писателе и знакомства с изданными в разные годы произведениями.